# Jeff Campitelli
Jeff Campitelli (29 de Dezembro de 1960) é um renomado baterista e percussionista estadunidense, conhecido por seu trabalho com o guitarrista virtuoso Joe Satriani. A parceria dos 2 teve inicio quando da formação da banda The Squares.
Sua técnica com boas viradas e levadas perfeitas e constantes, são muito apreciadas pelo mundo.
Em 2011, foi considerado pela revista Rolling Stone americana o 50o melhor baterista do mundo.
A musica "Save The World", interpretada pela banda The Other Guys, e que faz parte da trilha-sonora do filme Stuart Little 3: Call of the Wild, foi escrita por Jeff Campitelli em parceria com Matt Bissonette.

## Biografia
Na adolescência, Jeff Campitelli tocou nas bandas "The Rage", juntamente com Tim Nichols e Barry Hogue.
Em 1979, aos 19 anos, se juntou a Joe Satriani na banda The Squares. Desde entao, Campitelli tem tocado em quase todos os álbuns da discografia de Satriani, com raríssimas excessoes.
Em 2012, Campitelli participou de alguns show de Peppino D'Agostino.

## Discografia

### Com oThe Squares
- 2019: Best Of The Early 80's Demos

### ComJoe Satriani
- 1986: Not of This Earth
- 1987: Surfing with the Alien
- 1992: The Extremist
- 1993: Time Machine
- 1997: G3: Live in Concert
- 1998: Crystal Planet
- 2001: Live in San Francisco
- 2002: Strange Beautiful Music
- 2004: Is There Love in Space?
- 2004: G3: Rockin' in the Free World
- 2005: G3: Live in Tokyo
- 2006: Super Colossal
- 2006: Satriani Live!
- 2008: Professor Satchafunkilus and the Musterion of Rock
- 2010: Live in Paris: I Just Wanna Rock
- 2010: Black Swans and Wormhole Wizards
- 2012: Satchurated: Live in Montreal

### Com outros músicos/bandas
| Ano  | Banda/Artista       | Álbum                     |
| ---- | ------------------- | ------------------------- |
| 1995 | Dime Store Prophets | Love Is Against the Grain |
| 1999 | Justin McRoberts    | Reason for Living         |
| 2001 | Griswald            | The Goods                 |
| 2003 | Luvplanet           | Luvplanet                 |
| 2008 | Stef Burns          | World, Universe, Infinity |
| 2008 | Florent Atem        | Dreamtown                 |